# شمکا کریستون
شمکا کریستون (انگلیسی: Shameka Christon؛ زادهٔ ۱۵ فوریهٔ ۱۹۸۲) بازیکن بسکتبال اهل ایالات متحده آمریکا است.
از باشگاه‌هایی که در آن بازی کرده‌است می‌توان به فینکس مرکوری اشاره کرد.
وی در مسابقات کشوری و بین‌المللی در مجموع برندهٔ ۱ مدال برنز شده‌است.